# Anthony Knockaert
Anthony Patrick Knockaert (Roubaix, Francia, 20 de noviembre de 1991) es un futbolista francés que juega en la posición de centrocampista y su equipo es el Stade Mouscronnois de la Première Provinciale de Bélgica.
Fue premiado mejor jugador de la EFL Championship 2016-17. Su juego y sus goles fueron valiosos para el ascenso del Brighton & Hove Albion a la Premier League 2017-18.[cita requerida]

## Clubes
| Club                                | País       | Año       |
| ----------------------------------- | ---------- | --------- |
| E. A. Guingamp                      | Francia    | 2009-2012 |
| Leicester City F. C.                | Inglaterra | 2012-2015 |
| Standard de Lieja                   | Bélgica    | 2015-2016 |
| Brighton & Hove Albion F. C.        | Inglaterra | 2016-2020 |
| Fulham F. C. (cedido)               | Inglaterra | 2019-2020 |
| Fulham F. C.                        | Inglaterra | 2020-2023 |
| Nottingham Forest F. C. (cedido)    | Inglaterra | 2020-2021 |
| Volos N. F. C. (cedido)             | Grecia     | 2022-2023 |
| Huddersfield Town A. F. C. (cedido) | Inglaterra | 2023      |
| Valenciennes F. C.                  | Francia    | 2023-2024 |
| Stade Mouscronnois                  | Bélgica    | 2024-     |

## Selección nacional
En 2009 fue convocado para integrar la selección de fútbol sala sub-21 de Francia, mientras aún jugaba al fútbol para el equipo juvenil del US Lesquin y al futsal para el del Faches Thumesnil.
Posteriormente actuó con las selecciones sub-20 y sub-21 de su país en el Torneo Esperanzas de Toulon de 2011 y en la Eurocopa Sub-21 de 2013. 

## Palmarés

### Campeonatos nacionales
| Título           | Club         | País       | Año  |
| ---------------- | ------------ | ---------- | ---- |
| EFL Championship | Fulham F. C. | Inglaterra | 2022 |